# Barbora Krejčíková
Barbora Krejčíková (Brno, 18 dicembre 1995) è una tennista ceca.
In singolare ha vinto otto titoli WTA, tra cui gli Open di Francia 2021 e il torneo di Wimbledon 2024, raggiungendo come best ranking la posizione numero 2 del ranking mondiale il 28 febbraio 2022.
Ottima doppista, in questa specialità ha conquistato dieci trofei del Grande Slam: sette in doppio e tre in doppio misto. Insieme alla connazionale Kateřina Siniaková ha vinto tutti e quattro i tornei del Grande Slam, le WTA Finals 2021 e l'oro ai giochi olimpici di Tokyo 2020, diventando la seconda coppia femminile nella storia ad aggiudicarsi il Career Golden Slam. Ha raggiunto la prima posizione della classifica di tale specialità il 22 ottobre 2018.
Nel suo palmarès figura inoltre la vittoria della Fed Cup 2018 con la nazionale ceca.

## Biografia
Barbora Krejčíková ha iniziato a praticare tennis all'età di 6 anni. Si è sempre ispirata a Jana Novotna, che per qualche tempo è anche stata la sua coach.

## Carriera

### 2010-2011: esordio e primi titoli ITF
A luglio gioca il primo ITF della carriera a Piestany, perdendo subito in due set (sia in singolare che in doppio). In doppio, gioca il suo secondo ITF ad agosto, a Palic, dove in coppia con Malova raggiunge la semifinale.
Nel 2011, ottiene i primi titoli ITF: a Osije e a Dubrovnik riesce a vincere i primi due titoli ITF in doppio della carriera. Nella prima città croata riesce anche a raggiungere la finale in singolare, perdendo poi per mano di Petra Sunic.

### 2012
Vince un titolo ITF in singolare (il primo in carriera) a Dubrovnik, battendo in finale Polina Leykina. Nel resto dei tornei ITF giocati, ottiene una semifinale e quattro quarti di finale come migliori risultati. In doppio, mantiene un ruolino di marcia migliore: nel corso dell'anno, vince tre titoli e ottiene una finale.

### 2013: 4 titoli ITF in singolare e 6 in doppio
Nel 2013, vince 4 titoli ITF in singolare, tutti in Croazia (Salona, Ragusa, Umago e Bol). In doppio fa ancora meglio, vincendo sei titoli (cinque in Croazia, uno in Germania). Grazie a questa ottima stagione, scala il ranking in entrambe le specialità: in singolare guadagna quasi 300 posizioni, passando dal nº608 di fine 2012 al nº376 di fine 2013. In doppio passa dal nº614 di fine 2012 al nº352 di fine 2013.

### 2014: prima finale WTA in doppio; primo main draw e top-200 in singolare
Vince tre titoli ITF in singolare (uno da 15K a Prerov e due da 25K a Torun e Istanbul) e ottiene una finale ad Adalia, persa da Allertova. Ad agosto non passa le qualificazioni per raggiungere il main-draw dello US Open, perdendo al terzo turno da Alla Kudryatseva in due set. Subito dopo, riesce a qualificarsi al suo primo evento WTA a Quebec City e nel tabellone principale, vince il suo primo match a livello WTA contro l'americana Sachia Vickery, prima di essere fermata da Lucie Hradecka. Grazie a questi progressi, a fine anno entra nella top-200, piazzandosi 187º con un best-ranking al numero 168 ottenuto a Novembre.
In doppio, vince due titoli ITF (a Maribor e a Sarajevo) e a Norimberga, gioca il suo primo main draw WTA (perdendo al primo turno). Dopo il terzo successo ITF dell'anno a Sobota, gioca con Tatjana Maria il torneo di Quebec City; la coppia ceca/tedesca arriva fino alla semifinale, dove perde da Goerges/Hlavackova. Si tratta della prima semifinale WTA di specialità. A fine anno, assieme alla connazionale Lucie Hradecka, coglie la prima finale WTA della carriera, nel Lussemburgo contro Bacsinszky/Barrois che prevalgono in tre set. Grazie agli ottimi risultati raggiunti, giunge alla posizione numero 121 alla fine dell'anno (toccando la posizione 117 come best ranking).

### 2015: primi 2 titoli WTA e top-100 in doppio

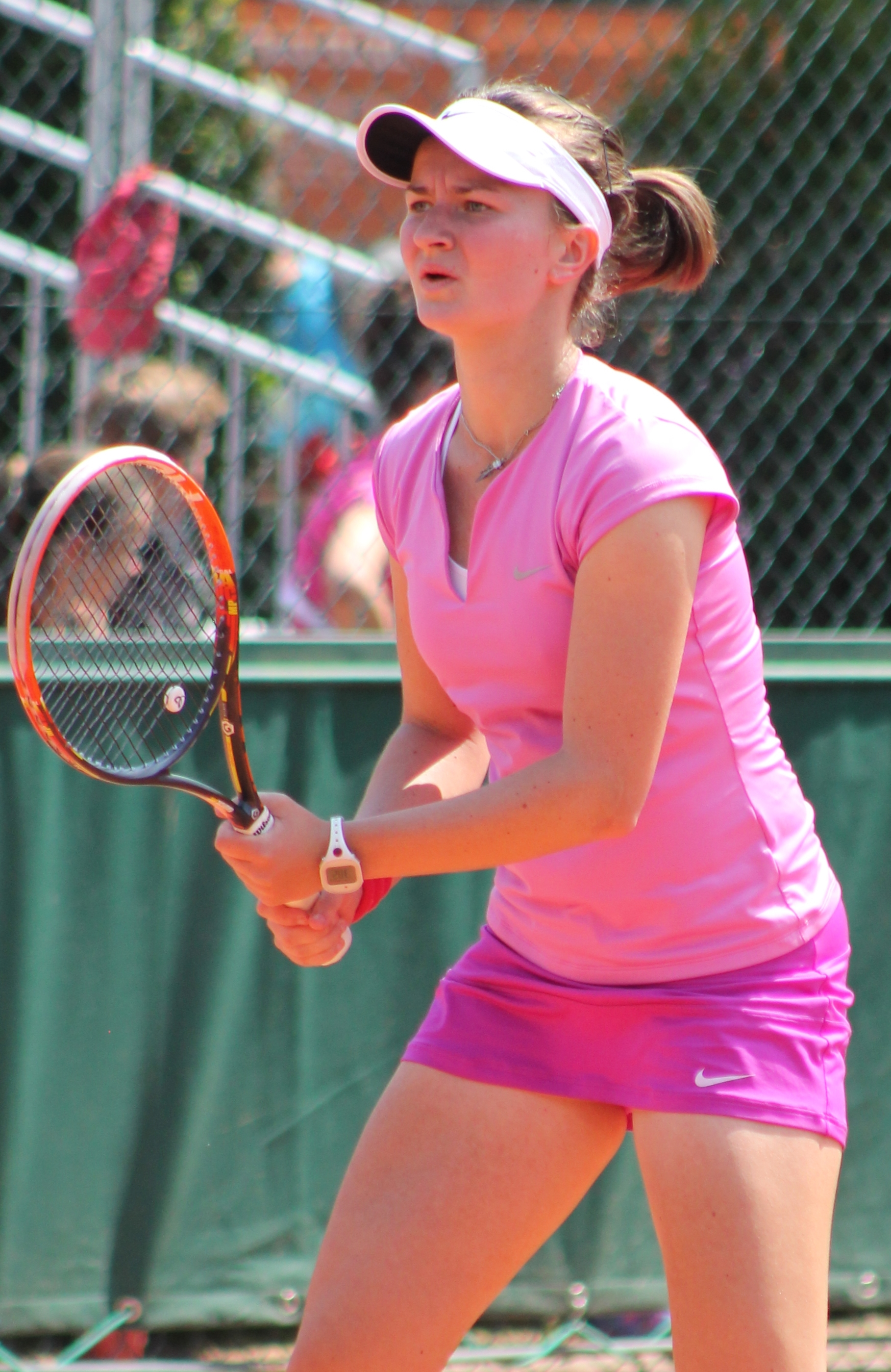
Barbora Krejčíková nel 2015

Comincia male l'anno in Oceania, non qualificandosi in nessuno dei tre tornei a cui prende parte, ad Auckland, Hobart e per l'Australian Open. Stesso risultato ad Anversa, mentre nell'ITF di Beinasco centra la 12ª finale ITF della carriera, fermata da Kristína Kučová. Nella stagione su terra, non passa le qualificazioni a Charleston, a Stoccarda e a Parigi. Nella parentesi erbivora, esce subito nelle qualificazioni di Wimbledon. A luglio, ad Olomuc, vince il 9º titolo ITF della carriera, superando Petra Cetkovska in finale. Hlavackova lA separa dal titolo del 25K di Plzen, e non supera le qualificazioni allo US Open. Partecipa al primo evento WTA della stagione nel Quebec, dove cede al primo turno, così come a Limoges dove chiude l'anno. Termina la stagione al numero 187 del mondo (la stessa di fine 2014), ritoccando il suo best ranking al numero 140.
In doppio, gioca il suo primo slam a Parigi assieme a Goerges; le due cedono subito alla coppia Hingis/Mirza in due set. Dopodiché, vince due titoli ITF a Padova e Montpellier (tutti e due con Irigoyen) e uno a Plzen (senza cedere set, in coppia con Rebecca Peterson). Insieme a Mestach, gioca la Coupe Banque Nationale di Quebec. La coppia ceco-belga si spinge fino alla finale, sconfiggendo fra le altre Hradecka/Lucic-Baroni. Qui superano la coppia Irigoyen/Kania vincendo così il suo primo titolo WTA in carriera. Dopo aver conquistato il 18º titolo ITF a Tampico, vince il secondo titolo WTA a Limoges, in coppia con Mandy Minella. Termina l'anno in top-100, al numero 87 della classifica, con un best ranking al numero 71.

### 2016: prima semifinale Slam e top-30 in doppio
Inizia l'anno provando senza riuscirci a passare le qualificazioni all'Australian Open.  Stesso destino a San Pietroburgo, Doha. A Kuala Lumpur accede al tabellone principale dove incontra Yafan Wang, al secondo esce per mano di Sabine Lisicki (tds nº3). Nella stagione su terra, non si qualifica a Stoccarda mentre passa quelle di Norimberga per cedere al primo turno a Roberta Vinci (nº 7 del mondo). Sull'erba non centra nemmeno una vittoria nelle qualificiazioni del Ricoh Open, e di Wimbledon. A Bucarest viene battuta subito dalla padrona di casa Simona Halep (poi trionfatrice). A Quebec city, passa le qualificazioni, ma viene fermata al primo turno. A livello ITF, non centra nessuna finale. Chiude l'anno in discesa nel ranking, terminando al numero 251 del mondo.
In doppio, apre l'anno con la semifinale ad Auckland in coppia con Irigoyen. Gioca gli Australian Open con Yafan Wang e le due vengono estromesse al secondo turno. A San Pietroburgo, in coppia con Vera Dushevina, raggiunge la finale, la prima a livello Premier, dove vengono sconfitte nettamente da Hingis/Mirza. Sulla terra, gioca assieme a Katerina Siniaková gli Open di Francia. La coppia ceca al terzo turno, estromettono, a sorpresa, la coppia numero 1 del mondo Hingis/Mirza, in due set. Ai quarti superano Hlavackova/Hradecka. Alla loro prima semifinale slam della carriera vengono fermate da Makarova/Vesnina in due parziali. Grazie a questo risultato, sale al numero 34 del mondo. Si ripresentano a Wimbledon, dove però vengono subito eliminate al primo turno. A Bucarest raggiunge, insieme a Paula Kania, la semifinale. Con Siniakova, coglie un altro ottimo risultato slam a New York, battendo al terzo turno di nuovo Hradecka/Hlavackova, per farsi dominare nei quarti da Hingis/Vandeweghe. Chiude l'anno a Quebec city, dove con Irigoyen giunge in semifinale. Termina la stagione al numero 26 del mondo.

### 2017: prima finale WTA in singolare

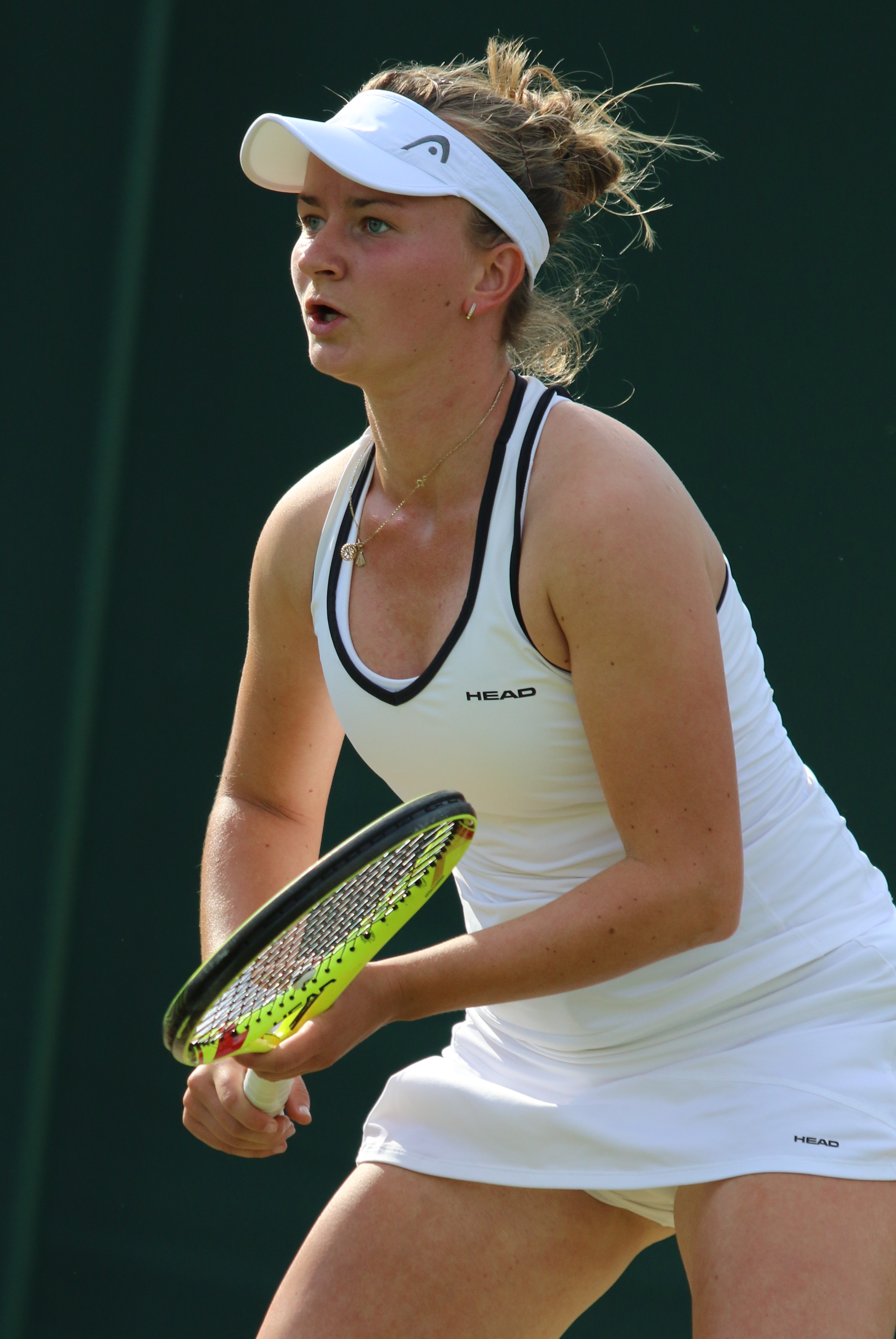
Barbora Krejčíková a Wimbledon 2017

Inizia l'anno non passando le qualificazioni all'Australian Open. Raggiunge la finale all'ITF di Mornington. Una settimana dopo, torna in finale nella stessa località: avversaria diversa, stesso esito. A Norimberga passa, per la prima volta in stagione, le qualificazioni, al primo turno e al secondo approfitta di due ritiri, quelli di Alexandra Cadantu e di Laura Siegemund approdamdo ai quarti, dove elimina un'altra tedesca, Carina Witthoeft. In semifinale, supera la romena Sorana Cirstea, raggiungendo la prima finale WTA in carriera in singolare. Qui cede nettamente alla prima testa di serie Kiki Bertens che le lascia appena tre giochi. Sull'erba di Wimbledon, non passa le qualificazioni. A Bastad accede al tabellone principale dove surclassa Annika Beck con un doppio 6–0 e approfitta del walkover di Bertens per approdare ai quarti, dove cede a Caroline Garcia. Non supera le quali a New Haven, a New York e a Toronto. Esce di scena al primo turno a Quebec City. A livello di ranking, termina la stagione al numero 126 del mondo.
In doppio, raggiunge il secondo turno all'Australian Open con Voskoboeva. Vince l'ITF di Mornington assieme a Julia Glushko. A Rabat, con Alla Kudryatseva, raggiunge la prima semifinale dell'anno, cedendo a Stojanovic/Zanevska. Con Zheng trova i quarti nel premier 5 di Roma fermate da Makarova/Vesnina. A Parigi, insieme a Chan, non riesce a replicare la semifinale dell'anno prima, venendo superata al terzo turno dalla coppia Hradecka/Siniakova (la stessa Siniakova con cui aveva raggiunto la semifinale nel 2016). A Bastad, in coppia con Irigoyen, coglie la prima finale WTA dell'anno, perdendo dalle olandesi Lemoine/Rus. A Flushing Meadows, con Kichenok, raggiunge il terzo turno, cedendo alla coppia ceca Strycova/Safarova. Chiude l'anno trovando la semifinale alla Kremlin Cup in coppia con Siniakova, eliminate da Babos/Hlavackova al super-tiebreak. A livello di ranking, termina la stagione al numero 54 della stagione.

### 2018: doppietta Roland Garros/Wimbledon e nº 1 del mondo in doppio

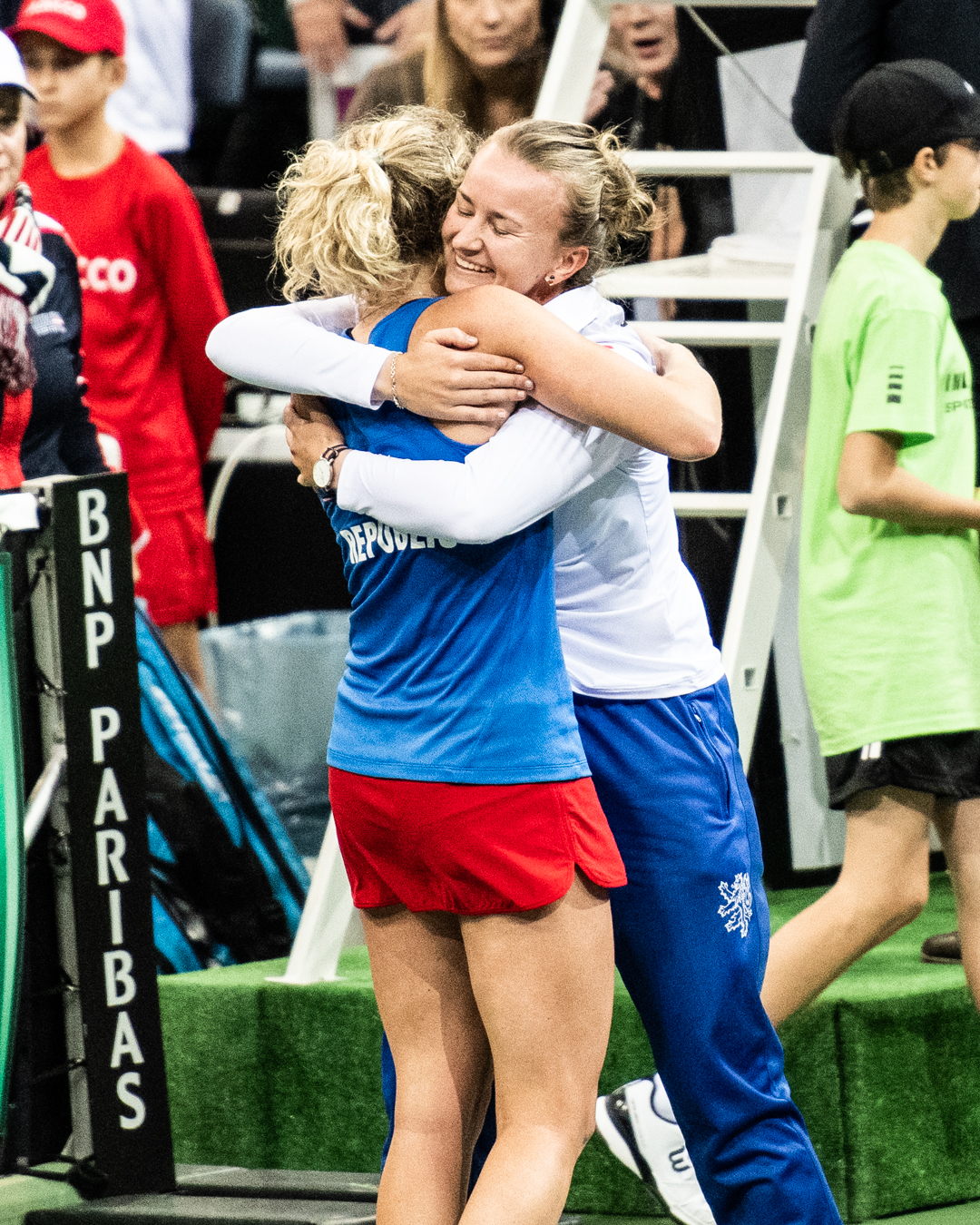
Barbora Krejčíková con la compagna di doppio Kateřina Siniaková nel 2018

Non supera le qualificazioni per l'Australian Open, e non riesce a qualificarsi in nessun main draw WTA fino al Roland Garros, battendo Clara Burel, Anhelina Kalinina, e Veronika Kudermetova. Al primo turno viene fermata dalla connazionale Karolína Plíšková (nº 6 del mondo). Subito dopo, vince il suo 10º titolo ITF (il primo dal 2015) a Torun. Si qualifica per la Rogers Cup, dove perde al primo turno da Shuai Zhang. Non passa le quali allo US Open. A Tianjin ottiene la prima vittoria dell'anno in un main draw WTA approfittando del ritiro di Kateryna Kozlova sul 4–1 in suo favore. Al secondo turno, cede a Katie Boutler. Termina l'anno uscendo dalle prime 200 del mondo.
In doppio, decide di giocare stabilmente assieme alla connazionale Katerina Siniaková, con cui ha colto la semifinale a Parigi nel 2016. Le due partono bene, raggiungendo la finale a Shenzhen, dove cedono a Begu/Halep. All'Australian Open, da teste di serie numero 16, sono fermate al terzo turno da Makarova/Vesnina al termine di un match combattuto. Dopo una semifinale nel Premier 5 di Doha contro Ostapenko/Dabrowski, raggiunge una semifinale al WTA 125K di Indian Wells con Vera Lapko. Krejčíková/Siniaková ritornano assieme per giocare i due Premier Mandatory di marzo ad Indian Wells escono al secondo turno contro King/Srebotnik, a Miami colgono la prima finale di questo livello della carriera, nella quale cedono di schianto a Barty/Vandeweghe per 2–6 1–6.
La stagione su terra non sembra regalare grandi sussulti alla coppia ceca: le due escono subito a Charleston e a Roma, mentre a Madrid e Rabat si fermano al secondo turno. Si presentano al Roland Garros con solo 2 vittorie stagionali su terra. Da teste di serie numero 6, faticano a passare i primi tre turni, ma riescono ad arrivare in semifinale due anni dopo eliminando nettamente le connazionali Hlavackova/Strycova (tds nº 2). In finale prevalgono su Hozumi/Ninomiya, guadagnando il primo titolo Slam della carriera.. Grazie a questo exploit, Krejčíková sale fino al nº 11 del ranking.
Sull'erba, Krejčíková/Siniaková raggiungono la semifinale a Birmingham, eliminate da Babos/Maldenovic. Le campionesse dell'Open di Francia si presentano a Wimbledon da teste di serie numero 4; dopo aver superato al terzo turno Hsieh/Hradecka, e in semifinale di misura Rosolska/Spears, diventano campionesse dei Championships superando Melichar/Peschke in tre set. È la seconda coppia interamente ceca a trionfare nel torneo londinese dopo Novotná/Suková nel biennio 1989-90. È inoltre la prima coppia a centrare la doppietta Roland Garros/Wimbledon nello stesso anno dal 2003, quando ci riuscirono Sugiyama/Clijsters. Grazie a questo successo, entra per la prima volta in carriera in top-10, al numero 4 del mondo. 
Allo US Open, la coppia ceca è prima testa di serie: le due arrivano ai quarti senza perdere set; tra le ultime otto coppie, eliminano Mertens/Schuurs, in semifinale, perdono dalle future vincitrici Barty/Vandeweghe in due set. Al termine del torneo, Krejčíková sale al numero 3 del mondo.
Grazie agli straordinari risultati fatti registrare nel 2018, le ceche si qualificano per le WTA Finals di Singapore: vincono su Melichar/Peschke e su Hlavackova/Strycova, approdando in finale. Nella circostanza, cedono a Babos/Mladenovic. Nonostante la sconfitta, diviene la nº 1 del mondo, posizione che mantiene anche a fine anno in condivisione con la compagna di doppio.

### 2019: 1° slam nel doppio misto in Australia
Inizia l'anno non superando, per la quinta volta consecutiva, a qualificarsi per il tabellone principale dell'Australian Open. Ad aprile, vince il titolo ITF di Palm Harbor. Nella settimana successiva, vince anche il titolo di Pelham. A fine mese, consegue il terzo titolo ITF della stagione, sulla terra di Wiesbaden. Grazie a questi buoni risultati, rientra tra le prime 140 del mondo. Dopo non aver superato le qualificazioni al Roland Garros, a giugno vince il quarto titolo ITF dell'annata a Stare Splavy. A luglio, raggiunge i quarti del BRD Bucarest Open. Non si qualifica né per la Rogers Cup né agli US Open. Chiude l'anno al numero 131 del mondo.
In doppio continua a giocare con Katerina Siniaková; le due raggiungono le semifinali a Shenzhen, dove perdono da Melichar/Peschke, nella riedizione della finale di Wimbledon 2018. All'Australian Open, raggiungono il miglior risultato della loro carriera, i quarti di finale, dove vengono sconfitte dalle sorprese del torneo Stosur/Zhang. In seguito, partecipano al Premier Mandatory di Indian Wells: le due raggiungono la finale, dove vengono superate da Sabalenka/Mertens in due netti set. Dopo un'uscita immediata al torneo di Miami. Durante la stagione su terra trovano i quarti a Madrid (cedendo a Dabrowski/Xu) e la semifinale a Roma (perdendo da Barty/Azarenka in due set). Al Roland Garros, da campionesse in carica, escono subito contro Kichenok/Spears. A causa di questa caduta prematura, scende al sesto posto del ranking. A Wimbledon, le due ceche difendono il titolo: passano senza problemi i primi tre turni (senza cedere set), arrivando ai quarti, dove prevalgono su Gronefeld/Schuurs. Vengono fermate in semifinale da Dabrowski e Xu, da cui avevano già perso a Madrid. A Toronto vincono il primo titolo stagionale, battendo in finale, per la seconda volta in stagione, Gronefeld/Schuurs. In seguito, le due raggiungono i quarti a Cincinnati e vincono il secondo titolo annuale a Linz. Si qualificano così per le Finals di Shenzhen, dove sono inserite nel gruppo bianco; le ceche perdono i primi due match contro le campionesse dell'Australian Open (Stosur/Zhang) e contro le campionesse di Wimbledon (Hsieh/Strycova) e vincono l'ultimo contro Dabrowski/Xu. Finiscono per terze nel girone, non qualificandosi per le semifinali del torneo. Conclude l'anno al numero 13 del mondo.
Nel doppio misto, la ceca vince il titolo dell'Australian Open assieme a Rajeev Ram; i due battono Sharma/Smith.

### 2020: 2º titolo in Australia nel doppio misto
All'Australian Open, dopo 5 tentativi negativi, riesce ad accedere al tabellone principale. Vince su Kaia Kanepi, per poi perdere nettamente da Alexandrova.
In seguito, il mondo del tennis viene bloccato da marzo ad agosto a causa della Pandemia di COVID-19.
Rientra a settembre, giocando a Praga al secondo turno cede alla futura trionfatrice Simona Halep. Ottiene poi 2 quarti di finale e un secondo turno nei 3 ITF di Praga giocati. In seguito, gioca il Roland Garros dove accede per la prima volta in carriera al terzo turno di uno slam in singolare. Nella circostanza, estromette la wild-card Cvetana Pironkova. Agli ottavi di finale viene fermata dalla sorpresa del torneo Nadia Podoroska. Grazie a questo risultato, entra per la prima volta in carriera in top-100, alla posizione numero 85.
Chiude la stagione disputando i due tornei di Ostrava e Linz: nel primo caso, si ferma al secondo turno contro Viktoria Azarenka. Nel torneo austriaco, arriva alla prima semifinale WTA stagionale, dove viene sconfitta dalla nº11 del mondo Aryna Sabalenka. Grazie a questi due risultati, chiude l'anno al numero 65 del mondo, suo best-ranking.
In doppio, vince il titolo di Shenzhen con Siniakova, battendo in finale Duan/Zheng. A Melbourne, da teste di serie numero 4, vincono le prime tre partite in tre pariziali. Ai quarti, superano Dabrowski/Ostapenko in rimonta. Accedono alla semifinale (miglior risultato in terra australiana), dove vengono estromesse da Hsieh/Strycova. A Dubai centrano la seconda finale dell'anno, dove vengono superate ancora da Hsieh/Strycova al super-tiebreak. Anche a Doha arrivano avanti, fino alla semifinale, dove cedono per la terza volta consecutiva a Hsieh/Strycova.
Dopo la pausa dovuta al COVID-19, le due ceche raggiungono la semifinale sulla terra di Praga, dove vengono sconfitte dalle romene Niculescu/Olaru. A Parigi, dopo il disastro del 2019, Krejčíková/Siniaková si riscattano, tornando nei quarti che passano battendo Kenin/Mattek-Sands. In semifinale, perdono dalle future vincitrici Babos/Mladenovic. Chiudono la stagione a Ostrava battendo dove si ritirano ai quarti prima di scendere in campo a causa di un malessere di Krejcikova. Grazie ai buoni risultati, chiudono la stagione in top-10, alla posizione 7/8.
Nel doppio misto, assieme a Nikola Mektic, vince il titolo dell'Australian Open, battendo Mattek-Sands e Murray.

### 2021: Inatteso trionfo al Roland Garros e top-5; due slam e oro olimpico a Tokyo in doppio

#### Singolare - prima finale in un WTA 1000, i primi titoli WTA in carriera e storica vittoria al Roland Garros
Inizia l'anno con un primo turno al WTA 500 di Abu Dhabi. Va meglio al Grampians Trophy, torneo giocato a ridosso dello Sla sugli stessi campi, in cui batte Elena Rybakina, per giungere ai quarti di finale, dove perde da Jennifer Brady. Agli Australian Open, si arrende a Ekaterina Aleksandrova al secondo turno. Nel WTA 1000 di Dubai, elimina sulla sua strada la testa di serie nº16 Sakkari, l'ex top-ten Ostapenko e la due volte campionessa slam Kuznetsova. Tra le ultime otto lascia due giochi alla russa Potapova. Raggiunge così la sua seconda finale WTA in carriera, la prima dal 2017 dove si arrende a Garbiñe Muguruza. A Miami, batte Blinkova all'esordio prima di cedere a Iga Świątek. A Istanbul, inaugura la stagione su terra con un secondo turno A Madrid esce all'esordio mentre a Roma gioca un ottimo torneo, arrivando agli ottavi contro la futura campionessa Świątek, dopo quasi 3 ore di lotta. Si presenta in seguito a Strasburgo, dove è accreditata della 5ª testa di serie: nei primi turni, supera due padrone di casa (Dodin e Garcia) mentre ai quarti si impone su Aleksandrova in due parziali. In semifinale, batte in rimonta la sorpresa tedesca Jule Neiemeier, raggiungendo la 3ª finale WTA della carriera, la seconda del 2021: questa volta riesce a vincere il suo primo titolo nel circuito maggiore superando la romena Cîrstea.
In seguito gioca al Roland Garros dove, dopo aver battuto Plíšková e Aleksandrova, al terzo turno elimina Svitolina (n°6 del mondo) accedendo per il secondo anno di fila, agli ottavi di finale del major francese. Questa volta, a differenza del 2020, riesce a superare questo scoglio, lasciando appena due giochi a Sloane Stephens. Ai quarti, la ceca affronta la giovane americana Coco Gauff. Nella semifinale l'attende Maria Sakkari, fresca di vittoria contro Swiatek. La partita è molto combattuta, risultando quella con più game giocati nella storia del Roland Garros: alla fine, Barbora risulta vincitrice in una battaglia di oltre tre ore. Krejčíková è la terza tennista ceca a raggiungere la finale nel nuovo millennio, dopo Lucie Šafářová nel 2015 e Markéta Vondroušová nel 2019. Nell'incontro valido per il titolo affronta Anastasija Pavljučenkova, che supera in tre set, conquistando così il suo primo slam in carriera in singolare. Diventa la prima tennista ceca a vincere il Roland Garros dal 1981, quando a trionfare fu Hana Mandliková. Con anche il successo nel doppio, diventa anche la prima tennista a centrare la "doppietta" nella stessa edizione dal 2000, quando riuscì nell'impresa la francese Mary Pierce. Grazie a questo risultato scala il ranking, entrando per la prima volta in carriera in top 20, alla posizione nº15.
Successivamente, prende parte al main draw di Wimbledon per la prima volta eliminando Tauson, Petkovic e Anastasija Sevastova. Al quarto turno, viene fermata dalla nº1 del mondo Ashleigh Barty, che interrompe la sua striscia di 15 vittorie consecutive.
Partecipa poi al torneo di casa di Praga dove incontra e supera ai quarti la sua storica compagna di doppio Siniaková, a cui lascia appena tre giochi così come alla cinese Wang in semifinale. Nell'incontro valido per il titolo, supera Martincová con un netto 6–2, 6–0, e portandosi a casa il terzo sigillo in carriera, il primo sul cemento.
Al torneo olimpico approfitta subito del ritiro di Zarina Dijas nel primo set. Al secondo turno, supera la canadese Leylah Fernandez, ma la sua avventura si ferma agli ottavi, sconfitta da Belinda Bencic, futura medaglia d'oro.
Il 9 agosto entra per la prima volta nella top-10 mondiale, posizionandosi al 10º posto.
Gioca il Western & Southern Open di Cincinnati dove supera Garbiñe Muguruza agli ottavi, accedendo al suo primo quarto di finale in Ohio. Nella circostanza, si arrende per la seconda volta in stagione a Barty.
Agli US Open ritrova ed elimina di nuovo Muguruza agli ottavi, giungendo ai suoi primi quarti a New York, dove cede in due set alla testa di serie n°2, Aryna Sabalenka.
Il 20 settembre, grazie alla discesa di Ōsaka e Kenin nel ranking, Krejčíková guadagna altre due posizioni in classifica, piazzandosi al 5º posto, diventando la quarta tennista ceca nel nuovo millennio a entrare in top-5, dopo Petra Kvitová, Lucie Šafářová e Karolína Plíšková.
Si qualifica per le WTA Finals di Guadalajara: sia in singolare e in doppio, la prima da quando ci riuscì Karolína Plíšková nel 2016.
Ad ottobre, partecipa al torneo di Indian Wells dove viene fermata agli ottavi dalla futura campionessa Paula Badosa in due parziali.
Viene convocata dalla nazionale ceca per disputare le fasi finali della nuova Billie Jean King Cup (il nuovo nome dato alla Fed Cup). La Repubblica Ceca è inserita nel gruppo D, assieme a Svizzera e Germania. Nel primo tie contro le tedesche, le ceche vincono per 2-1, anche se Krejčíková perde il singolare contro Kerber. Nel secondo scontro con la Svizzera, la sconfitta nei confronti di Bencic costa alle ceche la cessione del punto alle elvetiche (che chiudono 2-1 grazie al doppio) e anche il passaggio del turno.
Chiude l'anno alle WTA Finals di Guadalajara, dove è inserita nel Gruppo Teotihuacán assieme a Kontaveit, Muguruza e Karolína Plíšková, contro cui perde tutti gli incontri chiudendo il suo girone all'ultimo posto senza vittorie.
Termina la sua migliore annata in carriera al n°5 del mondo, ottenendo il suo best-ranking il 1º novembre, quando si è spinta fino alla 3ª posizione della classifica, diventando la prima tennista a chiudere nella top-5 sia in singolare che in doppio dal 2009, quando ci riuscì Serena Williams (nº1 in singolare e n°3 in doppio).

#### Doppio - finale in Australia, terzo titolo a Parigi, oro olimpico e trionfo alle WTA Finals
Assieme a Katerina Siniaková, vince il titolo al Gippsland Trophy, battendo in finale Chan/Chan. Agli Australian Open, le ceche raggiungono la loro 3ª finale slam in carriera, la prima a Melbourne. Tuttavia, cedono alla coppia Mertens/Sabalenka. Dopo una semifinale a Dubai, la coppia ceca trionfa a Madrid, battendo in finale Dabrowski/Schuurs. Al Roland Garros riescono a vincere il titolo, battendo in finale Mattek-Sands/Świątek. Per loro è il terzo sigillo slam, il secondo a Parigi; inoltre, questo risultato frutta a Krejcikova il ritorno in vetta al ranking di doppio. A Wimbledon, le due ceche vengono sorprendentemente sconfitte ai quarti dalla coppia russa Kudermetova/Vesnina. La coppia è in seguito chiamata a rappresentare la Repubblica Ceca nel torneo olimpico di Tokyo: da teste di serie nº1, Krejčíková/Siniaková raggiungono la finale per l'oro, battendo Hsieh/Hsu, Badosa/Sorribes Tormo, Sanders/Barty e le russe Kudermetova/Vesnina in semifinale. Nell'incontro per il titolo le ceche si impongono su Bencic/Golubic, riuscendo a vincere la medaglia d'oro, la prima della storia della Repubblica Ceca nel doppio femminile. Successivamente, dopo una semifinale a Cincinnati, vengono eliminate al primo turno dello US Open.
Grazie all'ottima stagione si qualificano per le WTA Finals per la terza volta in carriera, per la seconda volta come teste di serie nº1 (dopo il 2018): nel gruppo El Tajín, esordiscono con un successo su Olmos/Fichman, lasciano 4 giochi alle campionesse di Wimbledon Hsieh/Mertens, assicurandosi in questo modo il passaggio alle semifinali. Nell'ultimo incontro del girone, sconfiggono in rimonta Guarachi/Krawczyk, chiudendo il girone in testa a punteggio pieno. In semifinale, s'impongono su Schuurs/Melichar raggiungendo la seconda finale alle Finals dopo quella del 2018, dove battono per la seconda volta nel torneo Hsieh/Mertens, conquistando il 5º titolo stagionale, il numero più alto di trofei colto in una singola stagione dalle ceche da quando giocano assieme. Grazie al successo di Guadalajara, chiude al n°2 del mondo distante un centinaio di punti dalla compagna Siniakova.

#### Doppio misto - terzo titolo di fila all'Australian Open
Nel doppio misto, per il terzo anno di fila, raggiunge la finale agli Australian Open assieme a Rajeev Ram e si riconferma campionessa grazie al successo ai danni della coppia Stosur/Ebden, diventando la seconda atleta nella storia dello slam di Melbourne a vincere nella specialità per tre anni di fila, dopo che Jim Pugh ci riuscì tra il 1988 e il 1990.

### 2022

#### Singolare - 4º e 5º titolo WTA, quarti a Melbourne e n°2 del mondo
Apre l'anno nel migliore dei modi nel torneo di Sydney. Qui, infatti, raggiunge la sesta finale WTA in carriera superando fra le altre Garcia, Kontaveit in semifinale, per venire fermata da Paula Badosa nella seconda finale su tre colte sul cemento in carriera. La settimana dopo, prende parte all'Australian Open, dove è testa di serie n°4: esordisce con una comoda vittoria sulla ex top-10 Andrea Petković, e al terzo turno Ostapenko, approdando agli ottavi a Melbourne per la prima volta in carriera e con questo risultato raggiunge almeno gli ottavi di finale in tutte e 4 le prove major. Con un netto successo su Azaranka, si qualifica per il suo terzo quarto di finale slam, il primo in Australia. Tra le ultime otto, cede di schianto a Madison Keys.
Si trasferisce a Dubai per difendere il titolo, ma viene sorprendentemente sconfitta dall'ucraina Jastrems'ka al secondo turno. La settimana successiva partecipa al '1000' di Doha, anche qui è la seconda testa di serie ed esce al secondo turno contro Ostapenko.
Il 28 febbraio, Krejčíková ottiene il suo nuovo best ranking, salendo al n°2 del mondo.
Successivamente, è costretta a saltare sia il torneo di Indian Wells che quello di Miami, a causa di un infortunio al gomito.
Dopo 3 mesi di stop, si presenta all'Open di Francia come campionessa in carica e da seconda testa di serie; esce subito al primo turno per mano di Diane Parry, numero 97 del mondo, diventando la campionessa in carica ad essere stata eliminata più presto dal torneo vinto l'anno precedente, come Jennifer Capriati agli Australian Open 2003. Inoltre, è la terza campionessa in carica del Roland Garros a perdere al primo turno dopo aver trionfato nell'anno precedente assieme a Myskina (2005) e Ostapenko (2018). Sull'erba, esce di scena al primo turno a Eastbourne; a Wimbledon viene estromessa da Ajla Tomljanović al terzo turno.
Prende poi parte al WTA '250' di Budapest, dove è accreditata della 1ª testa di serie,ma esce al primo turno contro la cinese Wang Xiyu. Ad Amburgo, dove nuovamente è 1° forza del seeding, arriva ai quarti che perde nettamente da Potapova. A Praga, dove difendeva il titolo del 2021, Krejčíková esce di scena al secondo round contro Nao Hibino.
Ad ottobre, prova a riprendersi da una stagione negativa aggiudicandosi due titoli WTA consecutivi: il Tallin Open, battendo in finale Anett Kontaveit e l'AEGEL Open, sconfiggendo la numero uno del mondo Iga Świątek. Si tratta della prima tennista in grado di battere la polacca in una finale a livello WTA. Grazie agli ottimi risultati, la ceca rientra in top 15.
Termina la stagione al n°21 del mondo.

#### Doppio - vittoria all'Australian Open, a Wimbledon e Carrer Golden Slam con il successo allo US Open
Si ricongiunge con la connazionale Siniaková per giocare l'Australian Open: le ceche, nº1 del seeding, raggiungono le semifinali senza cedere set nel percorso. Nella circostanza battono le n°3 del tabellone Mertens/Kudermetova, accedendo alla loro seconda finale consecutiva nel primo major dell'anno, in cui vincono in rimonta su Danilina/Haddad Maia, conquistando il quarto slam assieme, il primo sul cemento. Dopo aver saltato il Roland Garros, le ceche tornano assieme per il torneo di Wimbledon da 2° teste di serie: arrivano ai quarti senza perdere set contro. Tra le ultime otto coppie, rimontano Melichar/Perez, tornando nella semifinale dello slam inglese dopo 3 anni dall'ultima volta. Nella circostanza, si impongono nettamente su Ostapenko/Kičenok, accedendo così alla loro sesta finale major assieme. Nel match per il titolo riescono a superare le nº1 del tabellone Mertens/Zhang, aggiudicandosi così il quinto titolo slam della carriera, il secondo del 2022 e il secondo a Wimbledon dopo quello colto nel 2018. Dopo una semifinale a Cleveland, partecipano allo US Open, unico major che non hanno mai vinto in carriera: raggiungono i quarti di finale battendo al quarto turno Chan/Aoyama; successivamente, battono Olmos/Dabrowski nei quarti, cogliendo la seconda semifinale in carriera a New York: nella circostanza, si impongono su Melichar/Perez con lo stesso score con cui avevano vinto con Olmos/Dabrowski, riuscendo ad approdare alla prima finale nel major statunitense. Le ceche nell'incontro per il titolo superano in rimonta le americane Townsend/McNally, vincendo il primo US Open della loro carriera e completando il Carrer Golden Slam, cioè la conquista di tutte e quattro le prove slam e la medaglia d'oro alle Olimpiadi, diventando la quarta coppia nella storia a riuscire in tale impresa, la seconda in campo femminile (dopo le Sorelle Williams).
Le due ritornano in campo a Guadalajara, dove perdono in semifinale contro Danilina/Haddad Maia. Giocano alle WTA Finals di Fort Worth come prime teste di serie: grazie ai successi su Krawczyk/Schuurs e su Yang/Xu, si garantiscono l'accesso alla semifinale; con la vittoria netta sulle americane Gauff/Pegula, chiudono al primo posto il girone; in semifinale, trovano Ostapenko/Kičenok, che superano in due set. Per il secondo anno di fila, le ceche approdano all'atto finale, dove si scontrano con Kudermetova/Mertens, che le sconfiggono al super-tiebreak. Chiude la stagione al n°3 del mondo, alle spalle della compagna Siniaková e di Kudermetova.

### 2023

#### Singolare - 1º titolo '1000' e 2° trionfo in un '500'
Inizia l'anno direttamente all'Australian Open lasciando quattro giochi alla connazionale Sára Bejlek e ne concede cinque a Clara Burel nel turno successivo. Al terzo turno elimina allo stesso modo Anhelina Kalinina per essere sconfitta agli ottavi da Pegula. Ad Abu Dhabi si ferma al secondo turno. Prende parte al WTA 1000 di Dubai dove batte agli ottavi la connazionale Petra Kvitová; nei quarti supera in rimonta la fresca campionessa dell'Australian Open Aryna Sabalenka. In semifinale si prende la rivincita su Pegula, assicurandosi un posto per la sua prima finale annuale, la 10° della carriera dove si impone sulla nº1 del mondo Iga Świątek, conquistando il 6º titolo in carriera e il primo di livello '1000' e diventando la quinta tennista nella storia a battere le prime tre giocatrici del mondo per vincere un titolo WTA.
A Indian Wells esce agli ottavi di finale contro Sabalenka, così come a Miami e al terzo turno di Stoccarda. A Madrid perde da Martić agli ottavi e viene poi a eliminata da Ostapenko al secondo turno a Roma. Chiude la stagione sul rosso al Roland Garros uscendo al primo turno contro l'ucraina Curenko.
Inaugura la stagione su erba al Rothesay Classic di Birmingham, dove è accreditata della 1ª testa di serie: giunge in finale senza perdere set, ma si deve arrendere alla campionessa Ostapenko. A Wimbledon è costretta al ritiro al terzo turno contro Mirra Andreeva.
Allo US Open viene estromessa al primo turno dall'italiana Bronzetti. A San Diego torna nei quarti WTA dopo tre mesi; tra le ultime otto, vince su Haddad Maia, approdando alla terza semifinale dell'anno, dove si impone sull'americana Collins in rimonta, conquistando così l'undicesima finale sul circuito maggiore, la terza in un torneo di livello '500'. Nel match valevole per il titolo batte l'ex top-5 Sofia Kenin, riuscendo a vincere il secondo titolo stagionale nonché il settimo sigillo WTA. Grazie al successo, rientra in top-10 dopo quasi tre mesi dall'ultima volta, piazzandosi in 10ª posizione.
Nel '500' di Zhengzhou, raggiunge la finale, dove si arrende alla padrona di casa Zheng Qinwen. Prende parte al "Masterino" di Zhuhai come ultimo torneo stagionale: inserita nel gruppo Azalea, vince su Linette, ma perde contro Kasatkina. Con il successo di Kasatkina contro Linette scivola in seconda posizione nel girone non qualificandosi per la semifinale.
Partecipa alla Billie Jean King Cup in singolare nella semifinale contro il Canada dove vince agevolmente il suo incontro contro Marina Stakusic, tuttavia, a causa della sconfitta nel doppio decisivo la nazionale ceca viene eliminata, non riuscendo ad accedere alla finale.
Termina il 2023 al nº10 del ranking, la seconda stagione in carriera chiusa in top-10 dopo il 2021.

#### Doppio - titolo all'Australian Open e uscita dalla top-10
Assieme alla compagna Siniaková prende parte all'Australian Open da prime teste di serie e campionesse in carica. Arrivano in semifinale perdendo solo un set in tutto il torneo, battendo Ruse/Kostjuk, per centrare l'ottava finale slam della carriera assieme. Nell'incontro per il titolo, si impongono su Aoyama/Shibahara, conquistando il 7º titolo major e il secondo consecutivo in terra australiana.
A Indian Wells centrano la seconda finale del 2023 battendo Haddad Maia/Siegemund, il 15º titolo assieme.
Al Roland Garros da prime teste di serie deludono le aspettative uscendo già al primo turno contro Eikeri/Hozumi. A Birmingham, in coppia con Kostjuk vince il suo terzo titolo stagionale (il primo senza Siniaková dal 2015), sconfiggendo in finale Hunter/Parks.
Sul cemento americano le ceche non vanno oltre i quarti a Cincinnati e non riescono a difendere il titolo dello US Open, uscendo al secondo turno. Tornano al successo a San Diego, senza cedere set e superando in finale le americane Vandeweghe/Collins; Krejcikova riesce così a trionfare nello stesso torneo sia in singolare che in doppio per la prima volta dal Roland Garros 2021.
Per il quinto anno consecutivo, le ceche si qualificano per le WTA Finals di Cancún: inserite nel gruppo Mahahaul, perdono il primo scontro contro Siegemund/Zvonarëva; nel secondo match battono in rimonta le nº1 del mondo Gauff/Pegula. Nel terzo e decisivo scontro, vengono sconfitte dalle campionesse dello US Open Dabrowski/Routliffe, chiudendo il girone al terzo posto e non qualificandosi per la semifinale.
La coppia ceca termina la stagione prendendo parte alla fase finale della Billie Jean King Cup: i successi su Teichmann/Golubic e su Townsend/Collins aiutano la Repubblica Ceca a vincere i due tie su Svizzera (3-0) e Stati Uniti (2-1), riuscendo così a chiudere in vetta al Girone A e a conquistare un posto per la semifinale. Nella sfida contro il Canada, sul punteggio di 1-1, vengono sconfitte a sorpresa da Dabrowski/Fernandez in due set, non permettendo alla Repubblica Ceca di accedere alla finale. A seguito di questa sconfitta, la coppia ceca decide di separarsi e di non giocare più stabilmente insieme nel 2024.
Termina la stagione al nº13 del ranking mondiale: dopo tre anni consecutivi in top-10, per la prima volta dal 2019 conclude l'anno fuori dalle prime dieci tenniste della classifica.

### 2024: secondo titolo slam in singolare a Wimbledon

#### Singolare: il successo a Wimbledon
All'Australian Open raggiunge gli ottavi dove batte la giovane Mirra Andreeva accedendo ai quarti di finale. Tra le ultime otto, cede nettamente alla campionessa in carica Aryna Sabalenka, che le concede solo cinque giochi.
Torna in campo ad Abu Dhabi, dove rimedia una sconfitta ai quarti contro Samsonova. Successivamente è costretta a dare forfait al torneo di Dubai, dove difendeva il titolo, a causa di problemi alla schiena.
Ritorna nel circuito maggiore al torneo di Stoccarda, dove perde al primo turno. Risultato che replica nei successivi tornei disputati a Madrid, Stoccarda e Parigi.
Sull'erba partecipa al torneo di Birmingham, dove difende la finale, ma viene sconfitta ai quarti da Potapova. A Eastbourne non va oltre il primo turno. Prende parte al torneo di Wimbledon, al primo turno vince una battaglia di oltre tre ore contro Kudermetova. Nel match di ottavi batte in due set Danielle Collins. Grazie a tale risultato, Krejčíková riesce a centrare almeno i quarti di finale in tutte e quattro le prove Slam. Tra le ultime otto elimina Jeļena Ostapenko, tornando in una semifinale slam per la prima volta dopo il suo successo parigino del 2021. Qui supera in rimonta la campionessa del 2022 e top-5 Elena Rybakina, accedendo alla sua seconda finale slam in singolare. In tale circostanza, Krejčíková si impone sulla n°7 del mondo Jasmine Paolini, conquistando il suo secondo titolo a livello major.
Torna in campo alle Olimpiadi di Parigi: Barbora raggiunge i quarti di finale per la prima volta ai giochi dove tuttavia si arrende ad Anna Karolína Schmiedlová.

#### Doppio
Dopo la separazione dalla connazionale Siniaková, decide di giocare i primi tornei dell'anno con la "maestra" in carica Siegemund presentandosi ad Adelaide dove raggiungono solo la semifinale per via del ritiro per walkover di Haddad Maia/Townsend. All'Australian Open si spingono fino ai quarti di finale, dove cedono a Siniaková/Hunter in tre set. Dopo una semifinale a Stoccarda, le due trovano la prima finale assieme nel '1000' di Madrid, battendo le campionesse di Melbourne Hsieh/Mertens in semifinale; nel match valevole per il titolo, subiscono una netta sconfitta dalle padrone di casa Sorribes Tormo/Bucșa. Al Roland Garros, non vanno oltre il terzo turno, perdendo da Olmos/Panova. Torna per difendere il titolo a Birmingham, con Diana Šnaider questa volta, ma vengono eliminate al primo turno. A Wimbledon, con Siegemund, viene fermata ai quarti dalle n°2 del tabellone, Routliffe/Dabrowski.

## Statistiche WTA

### Singolare

#### Vittorie (8)
| Legenda              |
| -------------------- |
| Grande Slam (2)      |
| Ori Olimpici (0)     |
| WTA Finals (0)       |
| WTA Elite Trophy (0) |
| Dal 2021             |
| WTA 1000 (1)         |
| WTA 500 (2)          |
| WTA 250 (3)          |

| N. | Data              | Torneo                                   | Superficie  | Avversaria in finale     | Punteggio        |
| 1. | 29 maggio 2021    | Internationaux de Strasbourg, Strasburgo | Terra rossa | Sorana Cîrstea           | 6–3, 6–3         |
| 2. | 12 giugno 2021    | Open di Francia, Parigi                  | Terra rossa | Anastasija Pavljučenkova | 6–1, 2–6, 6–4    |
| 3. | 18 luglio 2021    | Prague Open, Praga                       | Cemento     | Tereza Martincová        | 6–2, 6–0         |
| 4. | 2 ottobre 2022    | Tallinn Open, Tallinn                    | Cemento (i) | Anett Kontaveit          | 6–2, 6–3         |
| 5. | 9 ottobre 2022    | Ostrava Open, Ostrava                    | Cemento (i) | Iga Świątek              | 5–7, 7–6(4), 6–3 |
| 6. | 25 febbraio 2023  | Dubai Tennis Championships, Dubai        | Cemento     | Iga Świątek              | 6–4, 6–2         |
| 7. | 16 settembre 2023 | San Diego Open, San Diego                | Cemento     | Sofia Kenin              | 6–4, 2–6, 6–4    |
| 8. | 13 luglio 2024    | Torneo di Wimbledon, Londra              | Erba        | Jasmine Paolini          | 6–2, 2–6, 6–4    |

#### Sconfitte (5)
| Legenda               | Legenda      |
| --------------------- | ------------ |
| Grande Slam (0)       |              |
| Argenti Olimpici (0)  |              |
| WTA Finals (0)        |              |
| WTA Elite Trophy (0)  |              |
| Dal 2009 al 2020      | Dal 2021     |
| Premier Mandatory (0) | WTA 1000 (1) |
| Premier 5 (0)         | WTA 1000 (1) |
| Premier (0)           | WTA 500 (2)  |
| International (1)     | WTA 250 (1)  |

| N. | Data            | Torneo                            | Superficie  | Avversaria in finale | Punteggio        |
| 1. | 27 maggio 2017  | Nürnberger Cup, Norimberga        | Terra rossa | Kiki Bertens         | 2–6, 1–6         |
| 2. | 13 marzo 2021   | Dubai Tennis Championships, Dubai | Cemento     | Garbiñe Muguruza     | 6(6)–7, 3–6      |
| 3. | 15 gennaio 2022 | Sydney International, Sydney      | Cemento     | Paula Badosa         | 3–6, 6–4, 6(4)–7 |
| 4. | 25 giugno 2023  | Birmingham Classic, Birmingham    | Erba        | Jeļena Ostapenko     | 6(8)–7, 4–6      |
| 5. | 15 ottobre 2023 | Zhengzhou Open, Zhengzhou         | Cemento     | Zheng Qinwen         | 6–2, 2–6, 4–6    |

### Doppio

#### Vittorie (19)
| Legenda               | Legenda      |
| --------------------- | ------------ |
| Grande Slam (7)       |              |
| Ori Olimpici (1)      |              |
| WTA Finals (1)        |              |
| WTA Elite Trophy (0)  |              |
| Dal 2009 al 2020      | Dal 2021     |
| Premier Mandatory (0) | WTA 1000 (2) |
| Premier 5 (1)         | WTA 1000 (2) |
| Premier (0)           | WTA 500 (2)  |
| International (3)     | WTA 250 (2)  |

| N.  | Data              | Torneo                          | Superficie    | Compagna           | Avversarie in finale                 | Punteggio           |
| 1.  | 20 settembre 2015 | Bell Challenge, Québec          | Sintetico (i) | An-Sophie Mestach  | María Irigoyen Paula Kania           | 4-–6, 6–3, [12–10]  |
| 2.  | 10 giugno 2018    | Open di Francia, Parigi         | Terra rossa   | Kateřina Siniaková | Eri Hozumi Makoto Ninomiya           | 6–3, 6–3            |
| 3.  | 14 luglio 2018    | Torneo di Wimbledon, Londra     | Erba          | Kateřina Siniaková | Nicole Melichar Květa Peschke        | 6–4, 4–6, 6–0       |
| 4.  | 11 agosto 2019    | Canadian Open, Toronto          | Cemento       | Kateřina Siniaková | Anna-Lena Grönefeld Demi Schuurs     | 7–5, 6–0            |
| 5.  | 13 ottobre 2019   | Austria Ladies Linz, Linz       | Cemento (i)   | Kateřina Siniaková | Barbara Haas Xenia Knoll             | 6–4, 6–3            |
| 6.  | 12 gennaio 2020   | Shenzhen Open, Shenzhen         | Cemento       | Kateřina Siniaková | Zheng Saisai Duan Yingying           | 6–2, 3–6, [10–4]    |
| 7.  | 7 febbraio 2021   | Gippsland Trophy, Melbourne     | Cemento       | Kateřina Siniaková | Chan Hao-ching Latisha Chan          | 6–3, 7–6(4)         |
| 8.  | 8 maggio 2021     | Madrid Open, Madrid             | Terra rossa   | Kateřina Siniaková | Gabriela Dabrowski Demi Schuurs      | 6–4, 6–3            |
| 9.  | 13 giugno 2021    | Open di Francia, Parigi (2)     | Terra rossa   | Kateřina Siniaková | Bethanie Mattek-Sands Iga Świątek    | 6–4, 6–2            |
| 10. | 1º agosto 2021    | Giochi Olimpici, Tokyo          | Cemento       | Kateřina Siniaková | Belinda Bencic Viktorija Golubic     | 7–5, 6–1            |
| 11. | 17 novembre 2021  | WTA Finals, Guadalajara         | Cemento       | Kateřina Siniaková | Hsieh Su-wei Elise Mertens           | 6–3, 6–4            |
| 12. | 30 gennaio 2022   | Australian Open, Melbourne      | Cemento       | Kateřina Siniaková | Anna Danilina Beatriz Haddad Maia    | 6(3)–7, 6–4, 6–4    |
| 13. | 10 luglio 2022    | Torneo di Wimbledon, Londra (2) | Erba          | Kateřina Siniaková | Elise Mertens Zhang Shuai            | 6–2, 6–4            |
| 14. | 11 settembre 2022 | US Open, New York               | Cemento       | Kateřina Siniaková | Caty McNally Taylor Townsend         | 3–6, 7–5, 6–1       |
| 15. | 29 gennaio 2023   | Australian Open, Melbourne (2)  | Cemento       | Kateřina Siniaková | Shūko Aoyama Ena Shibahara           | 6–4, 6–3            |
| 16. | 18 marzo 2023     | Indian Wells Open, Indian Wells | Cemento       | Kateřina Siniaková | Beatriz Haddad Maia Laura Siegemund  | 6–1, 6(3)–7, [10–7] |
| 17. | 25 giugno 2023    | Birmingham Classic, Birmingham  | Erba          | Marta Kostjuk      | Storm Hunter Alycia Parks            | 6–2, 7–6(7)         |
| 18. | 16 settembre 2023 | San Diego Open, San Diego       | Cemento       | Kateřina Siniaková | Danielle Collins CoCo Vandeweghe     | 6–1, 6–4            |
| 19. | 26 luglio 2024    | Prague Open, Praga              | Terra rossa   | Kateřina Siniaková | Bethanie Mattek-Sands Lucie Šafářová | 6-3, 6-3            |

#### Sconfitte (11)
| Legenda               | Legenda      |
| --------------------- | ------------ |
| Grande Slam (1)       |              |
| Argenti Olimpici (0)  |              |
| WTA Finals (2)        |              |
| WTA Elite Trophy (0)  |              |
| Dal 2009 al 2020      | Dal 2021     |
| Premier Mandatory (2) | WTA 1000 (1) |
| Premier 5 (0)         | WTA 1000 (1) |
| Premier (2)           | WTA 500 (0)  |
| International (3)     | WTA 250 (0)  |

| N.  | Data             | Torneo                                        | Superficie  | Compagna           | Avversarie in finale               | Punteggio        |
| 1.  | 18 ottobre 2014  | Luxembourg Open, Lussemburgo                  | Cemento (i) | Lucie Hradecká     | Timea Bacsinszky Kristina Barrois  | 6–3, 4–6, [4–10] |
| 2.  | 14 febbraio 2016 | St. Petersburg Ladies Trophy, San Pietroburgo | Cemento (i) | Vera Duševina      | Martina Hingis Sania Mirza         | 3–6, 1–6         |
| 3.  | 29 luglio 2017   | Swedish Open, Båstad                          | Terra rossa | María Irigoyen     | Quirine Lemoine Arantxa Rus        | 6–3, 3–6, [8–10] |
| 4.  | 6 gennaio 2018   | Shenzhen Open, Shenzhen                       | Cemento     | Kateřina Siniaková | Irina-Camelia Begu Simona Halep    | 6–1, 1–6, [8–10] |
| 5.  | 1º aprile 2018   | Miami Open, Miami                             | Cemento     | Kateřina Siniaková | Ashleigh Barty Coco Vandeweghe     | 2–6, 1–6         |
| 6.  | 28 ottobre 2018  | WTA Finals, Singapore                         | Cemento (i) | Kateřina Siniaková | Tímea Babos Kristina Mladenovic    | 4–6, 5–7         |
| 7.  | 16 marzo 2019    | Indian Wells Open, Indian Wells               | Cemento     | Kateřina Siniaková | Elise Mertens Aryna Sabalenka      | 3–6, 2–6         |
| 8.  | 22 febbraio 2020 | Dubai Tennis Championships, Dubai             | Cemento     | Zheng Saisai       | Hsieh Su-wei Barbora Strýcová      | 5–7, 6–3, [5–10] |
| 9.  | 19 febbraio 2021 | Australian Open, Melbourne                    | Cemento     | Kateřina Siniaková | Elise Mertens Aryna Sabalenka      | 2–6, 3–6         |
| 10. | 7 novembre 2022  | WTA Finals, Fort Worth (2)                    | Cemento (i) | Kateřina Siniaková | Veronika Kudermetova Elise Mertens | 2–6, 6–4, [9–11] |
| 11. | 5 maggio 2024    | Madrid Open, Madrid                           | Terra rossa | Laura Siegemund    | Cristina Bucșa Sara Sorribes Tormo | 0–6, 2–6         |

### Doppio misto

#### Vittorie (3)
| Tornei del Grande Slam  |
| ----------------------- |
| Australian Open (3)     |
| Open di Francia (0)     |
| Torneo di Wimbledon (0) |
| US Open (0)             |
| Ori Olimpici (0)        |

| N. | Data             | Torneo                         | Superficie | Compagna      | Avversari in finale                | Punteggio        |
| 1. | 26 gennaio 2019  | Australian Open, Melbourne     | Cemento    | Rajeev Ram    | Astra Sharma John-Patrick Smith    | 7–6(3), 6–1      |
| 2. | 1º febbraio 2020 | Australian Open, Melbourne (2) | Cemento    | Nikola Mektić | Bethanie Mattek-Sands Jamie Murray | 5–7, 6–4, [10–1] |
| 3. | 20 febbraio 2021 | Australian Open, Melbourne (3) | Cemento    | Rajeev Ram    | Samantha Stosur Matthew Ebden      | 6–1, 6–4         |

## Circuito WTA 125

### Doppio

#### Vittorie (1)
| N. | Data             | Torneo                   | Superficie  | Compagna      | Avversarie in finale                   | Punteggio        |
| 1. | 15 novembre 2015 | Open de Limoges, Limoges | Cemento (i) | Mandy Minella | Margarita Gasparjan Oksana Kalašnikova | 1–6, 7–5, [10–6] |

## Statistiche ITF

### Singolare

#### Vittorie (14)
| Torneo $100.000 (0) |
| Torneo $80.000 (1)  |
| Torneo $75.000 (0)  |
| Torneo $60.000 (2)  |
| Torneo $50.000 (1)  |
| Torneo $25.000 (4)  |
| Torneo $15.000 (1)  |
| Torneo $10.000 (5)  |

| N.  | Data             | Torneo                                                          | Superficie  | Avversaria in finale | Punteggio        |
| 1.  | 20 ottobre 2012  | Dubrovnik Open, Ragusa                                          | Terra rossa | Polina Leykina       | 6–4, 6–1         |
| 2.  | 6 ottobre 2013   | Salona Open, Salona                                             | Terra rossa | Tereza Malíková      | 6–2, 6–2         |
| 3.  | 27 ottobre 2013  | Babin Kuk Open, Ragusa                                          | Terra rossa | Polona Reberšak      | 6–1, 3–6, 6–0    |
| 4.  | 3 novembre 2013  | Melia Hotels Internationals, Umago                              | Terra rossa | Ágnes Bukta          | 6–1, 6–4         |
| 5.  | 1º dicembre 2013 | Zlatni Rat Cup, Bol                                             | Terra rossa | Ema Mikulčić         | 3–6, 6–0, 6–3    |
| 6.  | 22 giugno 2014   | Zubr Cup, Přerov                                                | Terra rossa | Lenka Juríková       | 6–3, 6–4         |
| 7.  | 6 luglio 2014    | Bella Cup, Toruń                                                | Terra rossa | Maria Sakkarī        | 6–4, 6–1         |
| 8.  | 31 ottobre 2014  | Republican Girls, Istanbul                                      | Cemento (i) | Viktorija Golubic    | 6–1, 6–4         |
| 9.  | 19 luglio 2015   | ITS Cup, Olomouc                                                | Terra rossa | Petra Cetkovská      | 3–6, 6–4, 7–6(5) |
| 10. | 1º luglio 2018   | Bella Cup, Toruń                                                | Terra rossa | Rebecca Šramková     | 7–5, 6–1         |
| 11. | 7 aprile 2019    | Innisbrook Women's Open, Palm Harbor                            | Terra verde | Nicole Gibbs         | 6–0, 6–1         |
| 12. | 14 aprile 2019   | Pelham Racquet Club Women's $25K Pro Circuit Challenger, Pelham | Terra verde | Caroline Dolehide    | 6–4, 6–3         |
| 13. | 5 maggio 2019    | Wiesbaden Tennis Open, Wiesbaden                                | Terra rossa | Katarina Zavatska    | 6–4, 7–6(2)      |
| 14. | 23 giugno 2019   | Macha Lake Open, Staré Splavy                                   | Terra rossa | Denisa Allertová     | 6–2, 6–3         |

#### Sconfitte (7)
| Torneo $100.000 (0) |
| Torneo $80.000 (0)  |
| Torneo $75.000 (0)  |
| Torneo $60.000 (0)  |
| Torneo $50.000 (0)  |
| Torneo $25.000 (4)  |
| Torneo $15.000 (0)  |
| Torneo $10.000 (3)  |

| N. | Data             | Torneo                                      | Superficie      | Avversaria in finale | Punteggio     |
| 1. | 2 settembre 2011 | Osijek Open, Osijek                         | Terra rossa     | Petra Šunić          | 6–4, 0–6, 2–6 |
| 2. | 19 aprile 2013   | Solaris Sibenik Open, Sebenico              | Terra rossa     | Ágnes Bukta          | 3–6, 2–6      |
| 3. | 23 marzo 2014    | Tennis Organisation, Adalia                 | Cemento         | Denisa Allertová     | 3–6, 2–6      |
| 4. | 28 febbraio 2015 | Beinasco Open, Beinasco                     | Terra rossa (i) | Kristína Kučová      | 4–6, 6(3)–7   |
| 5. | 9 agosto 2015    | ITF Women's Circuit Plzeň, Plzeň            | Terra rossa     | Andrea Hlaváčková    | 6–3, 2–6, 3–6 |
| 6. | 26 marzo 2017    | Mornington Tennis International, Mornington | Terra rossa     | Destanee Aiava       | 2–6, 6–4, 2–6 |
| 7. | 2 aprile 2017    | Mornington Tennis International, Mornington | Terra rossa     | Shérazad Reix        | 6(3)–7, 4–6   |

### Doppio

#### Vittorie (19)
| Torneo $100.000 (0) |
| Torneo $80.000 (0)  |
| Torneo $75.000 (0)  |
| Torneo $60.000 (0)  |
| Torneo $50.000 (3)  |
| Torneo $25.000 (5)  |
| Torneo $15.000 (2)  |
| Torneo $10.000 (9)  |

| N.  | Data             | Torneo                                      | Superficie  | Compagna           | Avversarie in finale                  | Punteggio         |
| 1.  | 2 settembre 2011 | Osijek Open, Osijek                         | Terra rossa | Aneta Dvořáková    | Diana Bogoliy Alena Tarasova          | 7–5, 6–2          |
| 2.  | 28 ottobre 2011  | Jamnica Babin Kuk, Ragusa                   | Terra rossa | Victoria Kan       | Martina Kubicíková Dalia Zafirova     | 7–6(3), 6–0       |
| 3.  | 30 agosto 2012   | Osijek Open, Osijek                         | Terra rossa | Aneta Dvořáková    | Katerina Kramperová Petra Krejsová    | 6–4, 3–6, [10–8]  |
| 4.  | 11 ottobre 2012  | Sarajevo Ladies Open, Sarajevo              | Terra rossa | Tereza Malíková    | Angelica Moratelli Milana Špremo      | 6–3, 6–2          |
| 5.  | 26 ottobre 2012  | Babin Kuk Open, Ragusa                      | Terra rossa | Tereza Malíková    | Lucia Butkovská Christina Shakovets   | 7–5, 7–6(5)       |
| 6.  | 12 aprile 2013   | Bluesun Bol Ladies Open, Bol                | Terra rossa | Polina Leykina     | Jana Fett Bernarda Pera               | 6–3, 6–3          |
| 7.  | 19 aprile 2013   | Solaris Sibenik Open, Sebenico              | Terra rossa | Polina Leykina     | Cindy Burger Anna Klasen              | 3–6, 6–3, [12–10] |
| 8.  | 11 agosto 2013   | Hechingen Ladies Open, Hechingen            | Terra rossa | Kateřina Siniaková | Laura-Ioana Andrei Laura Thorpe       | 6–1, 6–4          |
| 9.  | 19 ottobre 2013  | Dubrovnik Open, Ragusa                      | Terra rossa | Lenka Juríková     | Gabriela Pantůčková Polona Reberšak   | 7–5, 3–6, [10–4]  |
| 10. | 16 novembre 2013 | Zlatni Rat Cup, Bol                         | Terra rossa | Demi Schuurs       | Vivien Juhászová Tereza Malíková      | 6–2, 6–4          |
| 11. | 29 novembre 2013 | Zlatni Rat Cup, Bol                         | Terra rossa | Ana Bianca Mihăilă | Bojana Marinković Natalija Šipek      | 6–2, 6–2          |
| 12. | 31 maggio 2014   | Infond Open, Maribor                        | Terra rossa | Kateřina Siniaková | Cindy Burger Daniela Seguel           | 6–0, 6–1          |
| 13. | 7 giugno 2014    | Sarajevo Ladies Open, Sarajevo              | Terra rossa | Viktoriya Tomova   | Carolin Daniels Melis Sezer           | 7–6(3), 6–2       |
| 14. | 26 luglio 2014   | Powiat Poznański Open, Sobota               | Terra rossa | Aleksandra Krunić  | Anastasyja Vasyl'eva Maryna Zanevs'ka | 3–6, 6–0, [10–6]  |
| 15. | 12 giugno 2015   | Padova Challenge Open, Padova               | Terra rossa | María Irigoyen     | Réka Luca Jani Paula Ormaechea        | 6–4, 6–2          |
| 16. | 19 giugno 2015   | Open GDF SUEZ Montpellier, Montpellier      | Terra rossa | María Irigoyen     | Laura Siegemund Renata Voráčová       | 6–4, 6–2          |
| 17. | 3 agosto 2015    | ITF Women's Circuit Plzeň, Plzeň            | Terra rossa | Rebecca Peterson   | Lenka Kunčíková Karolína Stuchlá      | 6–4, 6–3          |
| 18. | 10 ottobre 2015  | Abierto Tampico, Tampico                    | Cemento     | María Irigoyen     | Verónica Cepede Royg Marina Melnikova | 7–5, 6–2          |
| 19. | 31 marzo 2017    | Mornington Tennis International, Mornington | Terra rossa | Julia Glushko      | Jessica Moore Varatchaya Wongteanchai | 6–4, 2–6, [11–9]  |

#### Sconfitte (7)
| Torneo $100.000 (0) |
| Torneo $80.000 (0)  |
| Torneo $75.000 (0)  |
| Torneo $60.000 (0)  |
| Torneo $50.000 (2)  |
| Torneo $25.000 (1)  |
| Torneo $15.000 (0)  |
| Torneo $10.000 (4)  |

| N. | Data            | Torneo                             | Superficie  | Compagna           | Avversarie in finale              | Punteggio            |
| 1. | 19 ottobre 2011 | Babin Kuk Open, Ragusa             | Terra rossa | Martina Kubičíková | Giulia Bruzzone Chiara Mendo      | 4–6, 2–6             |
| 2. | 3 agosto 2013   | Knoll Open, Bad Saulgau            | Terra rossa | Kateřina Siniaková | Laura Ioana Andrei Elena Bogdan   | 7–6(11), 4–6, [8–10] |
| 3. | 27 ottobre 2013 | Babin Kuk Open, Ragusa             | Terra rossa | Lenka Juríková     | Ágnes Bukta Vivien Juhászová      | 3–6, 3–6             |
| 4. | 3 novembre 2013 | Melia Hotels Internationals, Umago | Terra rossa | Ágnes Bukta        | Vivien Juhászová Tereza Malíková  | 4–6, 6(5)–7          |
| 5. | 29 marzo 2014   | GD Tennis Academy, Adalia          | Cemento     | İpek Soylu         | Susanne Celik Kotomi Takahata     | 4–6, 3–6             |
| 6. | 20 luglio 2014  | ITS Cup, Olomouc                   | Terra rossa | Aleksandra Krunić  | Petra Cetkovská Renata Voráčová   | 2–6, 6–4, [7–10]     |
| 7. | 3 ottobre 2015  | Abierto Victoria, Ciudad Victoria  | Cemento     | María Irigoyen     | Ysaline Bonaventure Elise Mertens | 4–6, 6–4, [6–10]     |

## Grand Slam Junior

### Doppio

#### Vittorie (3)
| Tornei del Grande Slam  |
| ----------------------- |
| Australian Open (0)     |
| Open di Francia (1)     |
| Torneo di Wimbledon (1) |
| US Open (1)             |

| N. | Data             | Torneo                      | Superficie  | Compagna           | Avversarie in finale                  | Punteggio |
| 1. | 8 giugno 2013    | Open di Francia, Parigi     | Terra rossa | Kateřina Siniaková | Doménica González Beatriz Haddad Maia | 7–5, 6–2  |
| 2. | 6 luglio 2013    | Torneo di Wimbledon, Londra | Erba        | Kateřina Siniaková | Anhelina Kalinina Iryna Šymanovič     | 6–3, 6–1  |
| 3. | 7 settembre 2013 | US Open, New York           | Cemento     | Kateřina Siniaková | Belinda Bencic Sara Sorribes Tormo    | 6–3, 6–4  |

#### Sconfitte (1)
| Tornei del Grande Slam  |
| ----------------------- |
| Australian Open (1)     |
| Open di Francia (0)     |
| Torneo di Wimbledon (0) |
| US Open (0)             |

| N. | Data            | Torneo                     | Superficie | Compagna             | Avversarie in finale  | Punteggio        |
| 1. | 26 gennaio 2013 | Australian Open, Melbourne | Cemento    | Oleksandra Korašvili | Ana Konjuh Carol Zhao | 7–5, 4–6, [7–10] |

## Vittorie contro giocatrici Top 10
| Stagione | 2021 | 2022 | 2023 | 2024 | Totale |
| -------- | ---- | ---- | ---- | ---- | ------ |
| Vittorie | 4    | 3    | 4    | 4    | 15     |

| #    | Giocatrice           | Ranking | Evento                            | Superficie  | Turno | Punteggio         | Rank. BKR |
| ---- | -------------------- | ------- | --------------------------------- | ----------- | ----- | ----------------- | --------- |
| 2021 |                      |         |                                   |             |       |                   |           |
| 1.   | Sofia Kenin          | 5       | Internazionali d'Italia, Roma     | Terra rossa | 2T    | 6–1, 6–4          | 40        |
| 2.   | Elina Svitolina      | 6       | Open di Francia, Parigi           | Terra rossa | 3T    | 6–3, 6–2          | 33        |
| 3.   | Garbiñe Muguruza (1) | 9       | Cincinnati Open, Cincinnati       | Cemento     | 3T    | 6–1, 6(5)–7, 6–2  | 10        |
| 4.   | Garbiñe Muguruza (2) | 10      | US Open, New York                 | Cemento     | 4T    | 6–3, 7–6(4)       | 9         |
| 2022 |                      |         |                                   |             |       |                   |           |
| 5.   | Anett Kontaveit (1)  | 7       | Sydney International, Sydney      | Cemento     | SF    | 0–6, 6–4, 7–6(12) | 4         |
| 6.   | Anett Kontaveit (2)  | 4       | Tallinn Open, Tallinn             | Cemento (i) | F     | 6–2, 6–3          | 27        |
| 7.   | Iga Świątek (1)      | 1       | Ostrava Open, Ostrava             | Cemento (i) | F     | 5–7, 7–6(4), 6–3  | 23        |
| 2023 |                      |         |                                   |             |       |                   |           |
| 8.   | Dar'ja Kasatkina     | 8       | Dubai Tennis Championships, Dubai | Cemento     | 2T    | 6–4, 4–6, 7–5     | 30        |
| 9.   | Aryna Sabalenka      | 2       | Dubai Tennis Championships, Dubai | Cemento     | QF    | 0–6, 7–6(2), 6–1  | 30        |
| 10.  | Jessica Pegula (1)   | 3       | Dubai Tennis Championships, Dubai | Cemento     | SF    | 6–1, 5–7, 6–0     | 30        |
| 11.  | Iga Świątek (2)      | 1       | Dubai Tennis Championships, Dubai | Cemento     | F     | 6–4, 6–2          | 30        |
| 2024 |                      |         |                                   |             |       |                   |           |
| 12.  | Elena Rybakina       | 4       | Torneo di Wimbledon, Londra       | Erba        | SF    | 3-6, 6-3, 6-4     | 32        |
| 13.  | Jasmine Paolini      | 7       | Torneo di Wimbledon, Londra       | Erba        | F     | 6-2, 2-6, 6-4     | 32        |
| 14.  | Jessica Pegula (2)   | 6       | WTA Finals, Riad                  | Cemento (i) | RR    | 6-3, 6-3          | 13        |
| 15.  | Coco Gauff           | 3       | WTA Finals, Riad                  | Cemento (i) | RR    | 7-5, 6-4          | 13        |